# 塞繆爾·理查森
塞繆爾·理查森（Samuel Richardson，1689年8月19日—1761年7月4日）是英國的一名作家及印刷商。理查森出生於一個細木工匠家庭，自幼清貧，中學畢業後就到倫敦當印刷工學徒，後來更深得老闆器重，將女兒嫁了給他，使理查森繼承了印刷廠，其後更擔任了眾議院院刊發行人、書業公會理事長及王室印刷代理人。理查森與第一任妻子生了五個兒子，與第二任妻子再婚時又生了四個女兒。
理查森的作家路較遲起步，至理查森51歲時才發表第一部小說《帕梅拉》，1748年第二部小說《克拉麗莎》問世，最後一部小說《查爾斯·格蘭迪森爵士的歷史》出版。理查森生平只出版了三部小說，不過三部小說都是相當成功的作品。《克拉麗莎》是過百萬字的書信體悲劇式小說，在1747年底至1748年底分卷出版，當時讀者如痴如醉，紛紛去信理查森請求改寫故事的結局。此書在小說史上是承先啟後的里程碑，史家克里斯托弗·希爾稱它是「最偉大的小說之一」，也有學者稱此書「把個人主義發揮到悲劇的極端」。